# Yuyuko Takemiya
Yuyuko Takemiya (竹宮 ゆゆこ, Takemiya Yuyuko, Tochigi, 24 de fevereiro de 1978) é uma escritora japonesa de light novels.

## Carreira
Estreou em setembro de 2004, com a série Watashitachi no Tamura-kun, lançada na revista Dengeki hp Special, uma edição especial da Dengeki hp. Depois dela, começou a série Toradora!, a qual foi finalizada em março de 2010. O primeiro livro da sua próxima série, Golden Time, foi a 2000º light novel publicada pela Dengeki Bunko. Takemiya lançou a série de mangá Evergreen com a artista Akira Kasukabe em 19 de julho de 2011 na revista Dengeki Daioh Genesis da ASCII Media Works.

## Trabalhos
Light novels
- Watashitachi no Tamura-kun (わたしたちの田村くん)
- Toradora! (とらドラ!)[6]
- Golden Time (ゴールデンタイム)

Mangá
- Watashitachi no Tamura-kun (com Sachi Kurafuji)
- Toradora! (com Zekkyō)[7]
- Golden Time (com Umechazuke)
- Evergreen (com Akira Kasukabe)[8]

Jogos
- Noel (FlyingShine) (24 de setembro de 2004)